# Aperitif for Destruction
Aperitif for Destruction es el cuarto álbum de Richard Cheese lanzado el 24 de mayo de 2005.
El título del álbum es una parodia al álbum de Guns N' Roses, Appetite for Destruction.

## Lista de canciones
"Me So Horny" 2 Live Crew– 2:15 
"People = Shit" Slipknot – 2:03
"Welcome to the Jungle" Guns N' Roses – 2:41
"Brass Monkey" Beastie Boys – 2:13
"Let's Get It Started" Black Eyed Peas – 1:58 
"Man in the Box" Alice in Chains– 2:23
"Been Caught Stealing" Jane's Addiction – 1:55 
"The Girl Is Mine" Michael Jackson/Paul McCartney, a dueto con Stephen Hawking(Parodia)- 2:15 
"You Oughta Know" Alanis Morissette – 2:11 
"Enter Sandman" Metallica – 1:50
"Sunday Bloody Sunday" U2 – 1:36 
"We Are the World" USA for Africa – 1:46
"Do Me" Bell Biv DeVoe – 1:31 
"American Idiot" Green Day – 1:35 
"Add It Up" Violent Femmes 1:46 
"Somebody Told Me" The Killers – 2:56
- Datos: Q4779372